# Yves Diba Ilunga
Yves Diba Ilunga (ur. 12 sierpnia 1987 w Kolwezi) – kongijski piłkarz grający na pozycji napastnika. Od 2016 roku jest zawodnikiem klubu Al-Shoulla.

## Kariera klubowa
Swoją karierę piłkarską Ilunga rozpoczął w klubie AS Vita Club z Kinszasy. W 2006 roku zadebiutował w jego barwach w lidze Demokratycznej Republiki Konga. Grał w nim do 2009 roku.
W połowie 2009 roku Ilunga przeszedł do saudyjskiego klubu Najran SC. Spędził w nim dwa sezony. W 2011 roku został zawodnikiem zespołu Al-Raed i grał w nim do 2013 roku. Następnie występował w katarskich drużynach Al-Sailiya i Al-Kharitiyath SC oraz w Ajman Club ze Zjednoczonych Emiratów Arabskich, a w 2016 roku przeszedł do saudyjskiego Al-Shoulla.

## Kariera reprezentacyjna
W reprezentacji Demokratycznej Republiki Konga Ilunga zadebiutował w 2006 roku. W 2013 roku został powołany do kadry na Puchar Narodów Afryki 2013.